# Шипшина бальзамічна
Rosa balsamica (шипшина бальзамічна) (шипшина залозисто-зубчаста як Rosa adenodonta) — вид рослин з родини розових (Rosaceae), поширений у Європі й Вірменії.

## Опис
Кущ 150(200) см заввишки. Стовпчик і головка рильця запушені. Рослина із зазвичай однаковими, рясними, великими, сплюсненими, серпоподібними або крючкоподібними шипами й здебільшого дрібнуватими, округлими, в типових випадках більш-менш запушеними, знизу, особливо на головній жилці, залозистими, а іноді на всій поверхні з нечисленними або розсіяними залозками, частіше залозисто-пилчастими листочками; черешки завжди запушені й залозисті. Квітки на довгих, здебільшого гладких квітконіжках; чашолистки перисті, з численними короткими й у типових випадках широкими залозисто-зубчатим пір'ям, вниз відігнуті, рано опадають; пелюстки великі (2–3 см завдовжки), забарвлення їхнє варіює від білуватого до яскраво-рожевого.

## Поширення
Поширений у Європі та Вірменії.
В Україні вид зростає на схилах серед чагарників — на півдні лівобережного злаково-лучного Степу (в Приазов'ї).